# Пујештиј де Сус (Бузау)
Пујештиј де Сус (рум. Puieștii de Sus) насеље је у Румунији у округу Бузау у општини Пујешти. Oпштина се налази на надморској висини од 63 m.

## Становништво
Према подацима из 2002. године у насељу је живело 486 становника, од којих су сви румунске националности.